# エルベール4世 (ヴェルマンドワ伯)
エルベール4世（フランス語：Herbert IV, 1028年 - 1080年）は、ヴェルマンドワ伯（在位：1045年 - 1080年）。ヴェルマンドワ伯オトンとパヴィアの息子。

## 結婚と子女
エルベールはヴァロワ伯ラウル4世とアデル・ド・バール＝シュル＝オーブの娘アデライード・ド・ヴァロワと結婚し、以下の子女をもうけた。
- アデライード（1062年頃 - 1120年） - ヴェルマンドワ女伯。フランス王アンリ1世の息子ユーグ1世と結婚[3]、クレルモン伯ルノー2世と再婚
- ウード1世[4]（1064年頃 - 1085年以降） - ヴェルマンドワ伯、精神疾患により廃位。
- ジェラール（1066年 - ?）

娘アデライードの夫ユーグ1世がエルベールの死後、ヴェルマンドワ伯位およびヴァロワ伯位を継承した。